# Schizocosa cespitum
Schizocosa cespitum är en spindelart som beskrevs av Charles Denton Dondale och James H. Redner 1978. Schizocosa cespitum ingår i släktet Schizocosa och familjen vargspindlar. Inga underarter finns listade i Catalogue of Life.